# Công tước xứ Valentinois
Công tước xứ Valentinois (tiếng Pháp: Duc de Valentinois; tiếng Ý: Duca Valentino) là một tước hiệu quý tộc, ban đầu có trong Đẳng cấp quý tộc Pháp. Nó hiện là một trong nhiều tước hiệu cha truyền con nối được Thân vương xứ Monaco sử dụng, mặc dù nó đã bị hủy bỏ theo luật của Pháp vào năm 1949. Ban đầu, tước hiệu được sử dụng để chỉ ra quyền kiểm soát hành chính đối với Công quốc Valentinois, có trụ sở xung quanh thành phố Valence, nhưng công quốc này đã trở thành một phần của Pháp, làm cho tước hiệu chỉ đơn giản còn là một cách gọi lịch sự.
Công tước xứ Valentinois đã được tạo ra ít nhất 4 lần: vào ngày 17 tháng 8 năm 1498, cho Cesare Borgia, vào năm 1548 cho Diane xứ Poitiers, vào năm 1642 cho Thân vương Honoré II xứ Monaco, và gần đây nhất là vào năm 1715 cho Thân vương Jacques I xứ Monaco.